# Langenbeck’s Archives of Surgery
Langenbeck’s Archives of Surgery, ursprünglich auch „Langenbeck-Archiv“ genannt, ist eine wissenschaftliche Fachzeitschrift, die vom Springer-Verlag im Auftrag der folgenden medizinischen Gesellschaften veröffentlicht wird:
- Deutsche Gesellschaft für Allgemein- und Viszeralchirurgie (DGAV)
- Chirurgische Arbeitsgemeinschaft Endokrinologie (CAEK)
- Deutsche, österreichische und Schweizer Chirurgische Gesellschaften für Minimalinvasive Chirurgie (CAMIC, AMIC, SALTC)
- Sektion für Chirurgische Forschung der Deutschen Gesellschaft für Chirurgie
- European Society of Endocrine Surgeons (ESES)

## Geschichte
Die Zeitschrift wurde 1860 von Bernhard von Langenbeck, Theodor Billroth und Ernst Julius Gurlt unter dem Namen Archiv für klinische Chirurgie gegründet und ist damit die älteste chirurgische Fachzeitschrift der Welt. Im Jahr 1947/48 erfolgte die Fusion mit der Deutschen Zeitschrift für Chirurgie (gegründet 1872) und die Umbenennung in Langenbecks Archiv für klinische Chirurgie vereinigt mit Deutsche Zeitschrift für Chirurgie. Im Jahr 1969 wurde der Name auf Langenbecks Archiv für Chirurgie verkürzt und 1998 wurde der Titel anglisiert in Langenbeck’s Archives of Surgery. Die Zeitschrift erscheint mit acht Ausgaben im Jahr. Es werden Arbeiten veröffentlicht, die sich mit allen Aspekten der Chirurgie beschäftigen.
Der Impact Factor lag im Jahr 2020 bei 3,445. Nach der Statistik des ISI Web of Knowledge wird das Journal mit diesem Impact Factor in der Kategorie Chirurgie an 62. Stelle von 211 Zeitschriften geführt.